# Orchomene crispatus
Orchomene crispatus är en kräftdjursart som först beskrevs av Goës 1866.  Orchomene crispatus ingår i släktet Orchomene, och familjen Lysianassidae. Arten är reproducerande i Sverige.